# Iruste
Koordinaten: 58° 31′ N, 23° 1′ O
Iruste ist ein Dorf (estnisch küla) auf der größten estnischen Insel Saaremaa. Es gehört zur Landgemeinde Saaremaa (bis 2017: Landgemeinde Pöide) im Kreis Saare.

## Einwohnerschaft und Lage
Das Dorf hat acht Einwohner (Stand 31. Dezember 2011). Es liegt 42 Kilometer nordöstlich der Inselhauptstadt Kuressaare.

## Geschichte
Iruste wurde erstmals 1453 unter dem Namen Hiras urkundlich erwähnt. Auf dem Gebiet des Ortes befindet sich heute der historische Friedhof von Pöide.